# فرانسوا دي شابو لاتور
فرانسوا دي شابو لاتور، هو جنرال وسياسي فرنسي وُلد في 25 يناير 1804 في نيم (غارد) وتُوفي في 10 يونيو 1885 في باريس.